# Torneio Pentagonal do Recife de 1965
O Torneio Pentagonal do Recife de 1965, foi uma competição amistosa, sendo disputada na cidade de Recife, no estado de Pernambuco. A competição foi disputada em sistema de pontos corridos, onde todos jogam contra todos, sendo o campeão a equipe que ao fim da competição soma-se mais pontos. Ao final o campeão foi o Corinthians.

## Participantes
- Corinthians
- Náutico
- Santa Cruz
- São Paulo
- Sport

## Partidas
| 13 de junho de 1965 | Santa Cruz | 0 – 3 | Corinthians                            | Estádio Eládio de Barros Carvalho Público: 3.801 pagantes Árbitro: Evandro Ferreira |
|                     |            |       | Bazani 3' · Flávio 39' · Rivellino 64' |                                                                                     |

Santa Cruz: Pedrinho, Valdeci, Luiz, Minuca, Romildo, Válter, Santos (Joel), Dílson, Debinha, Uriel (Canhoto),Toia. Técnico: Amaury Santos
Corinthians: Cabeção, Amaro, Cláudio, Clóvis, Oreco, Dino Sani (Édson Cegonha), Rivellino, Ferreirinha (Sérgio Echigo), Ney, Flávio (Silva), Bazani. Técnico: Oswaldo Brandão.
| 15 de junho de 1965 | Sport        | 1 – 1 | São Paulo | Estádio Eládio de Barros Carvalho Público: Árbitro: Nelson Brito de Oliveira |
|                     | Fernando 70' |       | Dias 67'  |                                                                              |

Sport: Valter, Gilson, Alemão, Baixa, Juls, Leduar, Jojoba, Garrinchinha, Morais, China, Rui. Técnico: Dante Bianchi
São Paulo: Suli, Renato, Belini, Jurandir, Vírgilio, Dias, Bazaninho, Marco Antonio, Prado, Del Vecchio, Ede. Técnico: Jose Poy
| 17 de junho de 1965 | São Paulo | 0 – 0 | Santa Cruz | Estádio Adelmar da Costa Carvalho Público: Árbitro: Sebastião Rufino |
|                     |           |       |            |                                                                      |

São Paulo: Suli, Renato, Belini, Jurandir, Vírgilio, Dias, Bazaninho, Marco Antonio, Prado, Del Vecchio, Ede. Técnico: Jose Poy
Santa Cruz: Pedrinho, Valdeci, Luis, Minuca, Romildo, Valter Cardoso, Dilson, Debinha, Uriel, Canhato, Tóia.
| 17 de junho de 1965 | Náutico  | 1 – 3 | Corinthians                           | Estádio Adelmar da Costa Carvalho Público: Árbitro: Alfredo Bernardes Torres |
|                     | Bita 72' |       | Rivellino 36' · Lima 65' · Flávio 82' |                                                                              |

Náutico: Lula, Zequinha, Gílson Costa, Toinho (Clóvis), Gílson Saraiva, Salomão (Paulinho), Nado, Bita, Geraldo, Ivan, Nino (Luis Carlos). Técnico: Mituca
Corinthians: Cabeção, Amaro, Cláudio, Clóvis, Oreco, Dino Sani (Édson Cegonha), Rivellino, Ferreirinha (Sérgio Echigo), Ney (Silva), Flávio, Bazani (Lima). Técnico: Oswaldo Brandão
| 19 de junho de 1965 | Corinthians | 0 – 1 | São Paulo      | Estádio Adelmar da Costa Carvalho Público: Árbitro: Alfredo Bernardes Torres |
|                     |             |       | Zé Roberto 10' |                                                                              |

Corinthians: Cabeção, Amaro, Mendes, Clóvis, Oreco (Luizinho), Dino Sani (Édson Cegonha), Rivellino, Ferreirinha (Sergio Echigo), Lima, Ney (Silva), Flávio Técnico: Oswaldo Brandão
São Paulo: Suli, Renato, Belini, Jurandir, Vírgilio, Dias, Bazaninho, Marco Antonio, Zé Roberto (Benê), Del Vecchio, Ede (Prado). Técnico: Jose Poy
| 15 de junho de 1965 | Sport | 1 – 0 | Náutico | Estádio Adelmar da Costa Carvalho Público: Árbitro: |
|                     |       |       |         |                                                     |

| 21 de junho de 1965 | Sport                      | 2 – 5 | Corinthians                                          | Estádio Adelmar da Costa Carvalho Público: Árbitro: Sebastião Rufino |
|                     | Jojoba 63' · Pelezinho 90' |       | Flávio 3 60' · Bazani 34' · Lima 37' · Dino Sani 88' |                                                                      |

Sport: Valter, Gilson, Alemão, Hemílton, Leduar (Celso), Baixa, Garrinchinha, Fernando (Rui), China, Gojoba, Neco (Pelezinho). Técnico: Dante Bianchi
Corinthians: Cabeção, Amaro, Mendes, Clóvis, Oreco (Édson Cegonha), Dino Sani, Rivellino, Ferreirinha, Flávio, Bazani, Ney. Técnico: Oswaldo Brandão
| 21 de junho de 1965 | Santa Cruz | 1 – 1 | Náutico | Estádio Adelmar da Costa Carvalho Público: Árbitro: |
|                     |            |       |         |                                                     |

| 24 de junho de 1965 | Santa Cruz | 1 – 3 | Sport | Estádio Adelmar da Costa Carvalho 'Público: Árbitro: |
|                     |            |       |       |                                                      |

| 24 de junho de 1965 | Náutico     | 2 – 1 | São Paulo | Estádio Adelmar da Costa Carvalho Público: Árbitro: |
|                     | Nado 48 78' |       | Ede 12'   |                                                     |

Náutico: João Adolfo, Zeguinha, Gilson Costa, Clóvis, Toninho, Evandro, Geraldo II, Nado, Nilo, Luis Carlos, e Lala. Técnico: Mituca
São Paulo: Suli, Renato, Belini, Jurandir, Vírgilio, Dias, Bazaninho, Marco Antonio, Zé Roberto, Del Vecchio, Ede. Técnico: Jose Poy